# Juin 1854

## Événements
- 5 juin : traité de réciprocité entre les États-Unis et le Canada, qui expire en 1866 du fait des États-Unis.

- 14 juin, Guerre de Crimée : la Porte autorise l’Autriche à occuper les provinces roumaines. Durant les combats, les patriotes roumains mènent campagne pour l’union.

- 22 juin, France : le livret ouvrier devient obligatoire.

- 24 juin, Portugal : la concession du chemin de fer de Barreiro à Vendas Novas, avec prolongements éventuels sur Setúbal, Evora, et Beja est accordée à la Companhia dos Caminhos de Fero ao Sul do Tejo

- 28 juin : pronunciamiento de Vicálvaro en Espagne, qui porte au pouvoir les progressistes (fin en 1856). Agitation en Catalogne.

## Naissances
- 8 juin : Félix Despagnet, ophtalmologue français († 11 août 1902).
- 12 juin : Pol Plançon, chanteur d'opéra belge.
- 15 juin : Phraya Manopakorn Nititada, 1er premier ministre de Thaïlande († 1er octobre 1948).
- 27 juin :
  - Anders Lindstedt (mort le 16 mai 1939), astronome et mathématicien suédois
  - Auguste Constantin Viollier (mort le 28 juin 1908), Peintre et illustrateur genevois
  - Francis Poictevin (mort le 6 mai 1904), écrivain français
  - Niels Neergaard (mort le 2 septembre 1936), personnalité politique danoise
  - Paul Oceanu (mort le 31 décembre 1919), vétérinaire roumain
  - Scipione Tecchi (mort le 22 janvier 1915), prélat catholique

## Décès
- 13 juin : Alexandre Stourdza, diplomate et auteur russe d'origine moldave.
- 17 juin : Ferdinand Braun, poète, écrivain, critique musical et professeur d'allemand français.